# Хан Кубрат (станція метро)
Хан Кубрат — станція Другої лінії Софійського метрополітену.
Введена в експлуатацію у складі пускової ділянки лінії.
Станція носить ім'я творця стародавньої Великої Болгарії, по імені вулиці, яку перетинає траса лінії. Розташована під рогом бульвару «Ломско шосе» з вулиці «Хан Кубрат» в кварталі «Триъгълника» — Надєжда.
Станція підземна, мілкого закладення (14-15 м.) однопрогінна, з береговими платформами, довжиною 104 м, знаходиться на дузі.
Стіни покриті керамогранітом в зелених і жовтих кольорах. В середині залу цікавий орнамент, що підкреслює поворот платформ і пригнічує шум вхідного поїзда. Станція має два підземних вестибюля, ескалатори і ліфти для матерів з дітьми та громадян з вадами руху.
Після станції споруджено напрацювання відхилення лінії у бік району Іліянці. Терміни будівництва невідомі.
Пересадка на наземний транспорт — автобуси 86 і 285. Кільце і зупинка трамваю 7.

## Ресурси Інтернету
Вікісховище має мультимедійні дані за темою: Han Kubrat Metro Station
- Sofia Metropolitan
- More info in Bulgarian